# Filippo Pacini
Filippo Pacini, född den 25 maj 1812 i Pistoia, död den 9 juli 1883 i Florens, var en italiensk anatom.
Pacini blev 1847 professor i deskriptiv anatomi samt 1849 i topografisk anatomi och histologi i Florens. Redan 1835 upptäckte han de visserligen långt tidigare av Abraham Vater beskrivna, men då för länge sedan glömda känselkropparna, vilka sedan burit hans namn, Pacinis kroppar. 1845 offentliggjorde han en beskrivning av ögats näthinna. Under koleraepidemin 1854-55 studerade han tarmslemhinnans sjukliga förändringar vid kolera. Han fann, vad Félix Archimède Pouchet redan före honom framhållit, i tarmuttömningarna miljoner små stavformiga kroppar, vilka han ansåg som den egentliga orsaken till sjukdomen. Bland de avbildningar av dessa, som han meddelar, finnas även några med den karakteristiska kommaformen, som utmärker kolerabacillen.